# Palacio del Canto del Pico
El palacio del Canto del Pico es un edificio de estilo ecléctico del siglo XX, situado en el municipio español de Torrelodones, en la parte noroccidental de la Comunidad de Madrid. Fue construido en 1920 como casa-museo, para albergar la colección de arte de José María de Palacio y Abárzuza (1866-1940), tercer conde de las Almenas y primer marqués del Llano de San Javier, su promotor, autor del proyecto y propietario inicial.

## Toponimia
El edificio toma su nombre de un canchal de granito con forma de pico de ave, que se encuentra en sus proximidades. La montaña sobre la que se asienta también es conocida como Canto del Pico, así como la finca en la que se integra. El acceso al edificio es mediante un camino de tierra, que sube hasta la parte más alta de la finca, encontrando el palacio principal.

## Ubicación y medio físico

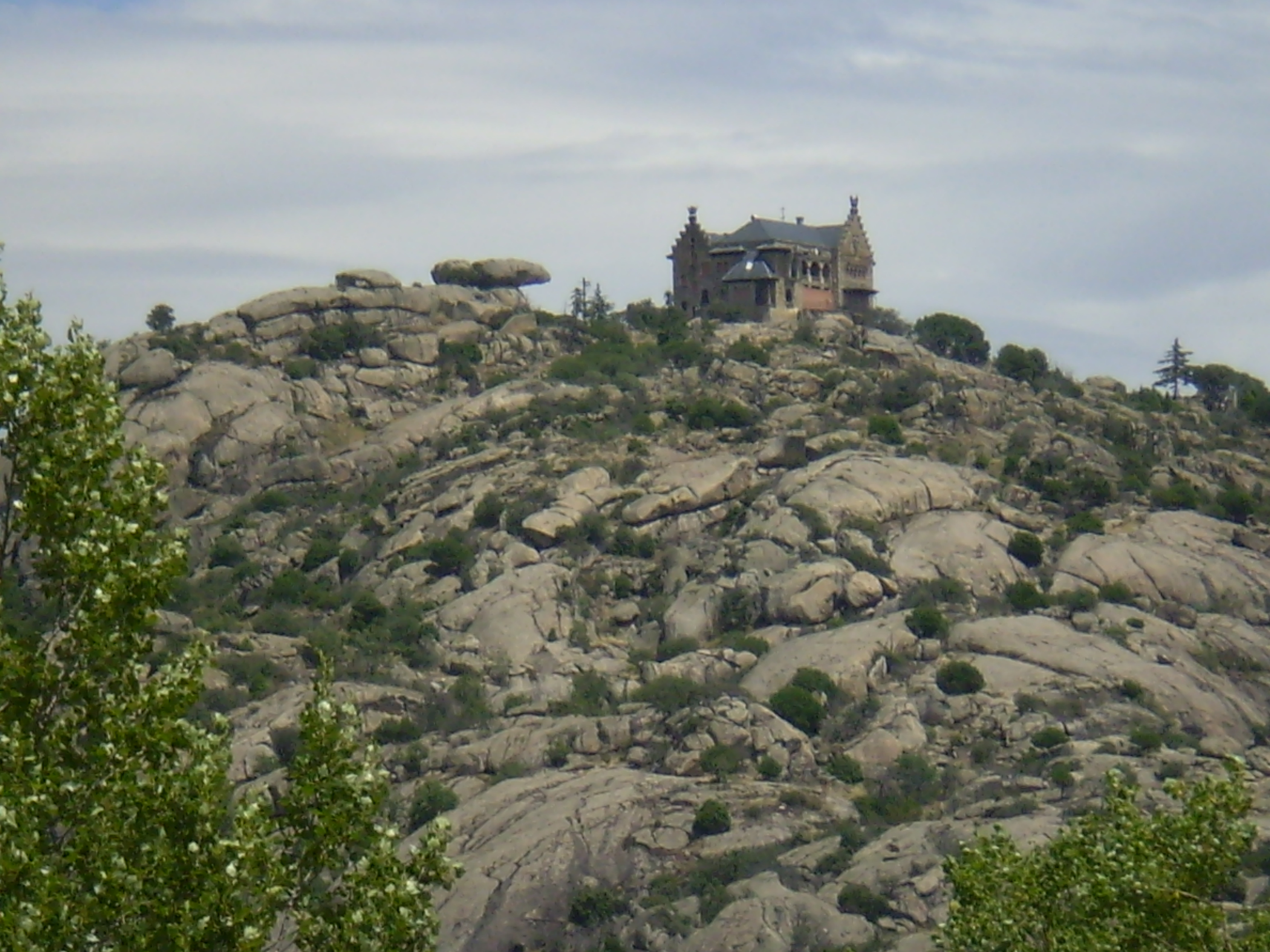
Enclave del palacio, en lo alto de la montaña del mismo nombre, a 1011 m de altitud, la máxima altura de Torrelodones.

El palacio está situado a 1011 metros de altitud sobre el nivel del mar, en el punto más elevado del término municipal de Torrelodones. Desde allí se divisan hasta 37 municipios. Corona la cima de una montaña granítica, perteneciente geológicamente a la sierra del Hoyo, un monte-isla de la sierra de Guadarrama.
Se halla en el centro de una finca de 100 hectáreas y 9 km de perímetro, poblada de árboles y arbustos característicos de la vegetación mediterránea, entre los que cabe destacar la encina y el alcornoque. El paraje presenta un relieve bastante accidentado y se encuentra surcado, por su lado oeste, por el arroyo de la Torre, afluente por la izquierda del río Guadarrama.
La finca limita al sur con la urbanización Los Robles y al oeste con la Dehesa Boyal y la Berzosilla. No toda la finca está en el término municipal de Torrelodones, ya que una mínima parte de ella pertenece, en su lado norte, a Hoyo de Manzanares.
Toda la parcela está actualmente cercada por un muro de piedra de unos dos metros de altura.
Se encuentra dentro del Parque Regional de la Cuenca Alta del Manzanares en zona B1.

## Descripción
El Palacio contiene elementos representativos del arte español de los siglos XII a XVII. Entre ellos, cabe destacar columnas y capiteles góticos procedentes del Castillo-Palacio de Curiel de Duero, puertas traídas del convento de las Salesas Reales de Madrid, techos de carpintería de Curiel de Duero, Toledo y Teruel y diferentes motivos ornamentales de la Colegiata de Logroño y de la Seo de Urgel.
En el palacio también se exhibía el claustro gótico de la Casa del Abad, del monasterio cisterciense de Santa María de la Valldigna, (Simat de Valldigna, Valencia), que estaba instalado junto a la fachada oriental. Después de un largo proceso de reclamaciones por parte de la Generalidad Valenciana, iniciado en 1998 y culminado en 2006 con su compra a la empresa propietaria, fue trasladado en 2007 a su lugar de origen, sin dejar réplica del mismo en el palacio.
A unos 500 metros del edificio se encuentran las ruinas del jardín, igualmente concebido y proyectado por José María de Palacio y Abárzuza, donde también hay depositadas diferentes piezas arquitectónicas pertenecientes a la colección de arte del conde.
Además de la casa principal existen otras edificaciones, como la Casa del Guarda, Peña Bermeja, unas caballerizas y un edificio utilizado para la explotación de colmenas. En las zonas de recreo quedan algunos restos de fuentes-estanques decoradas con esculturas, escalinatas que llevan a miradores, así como terrazas con columnas.

## Historia

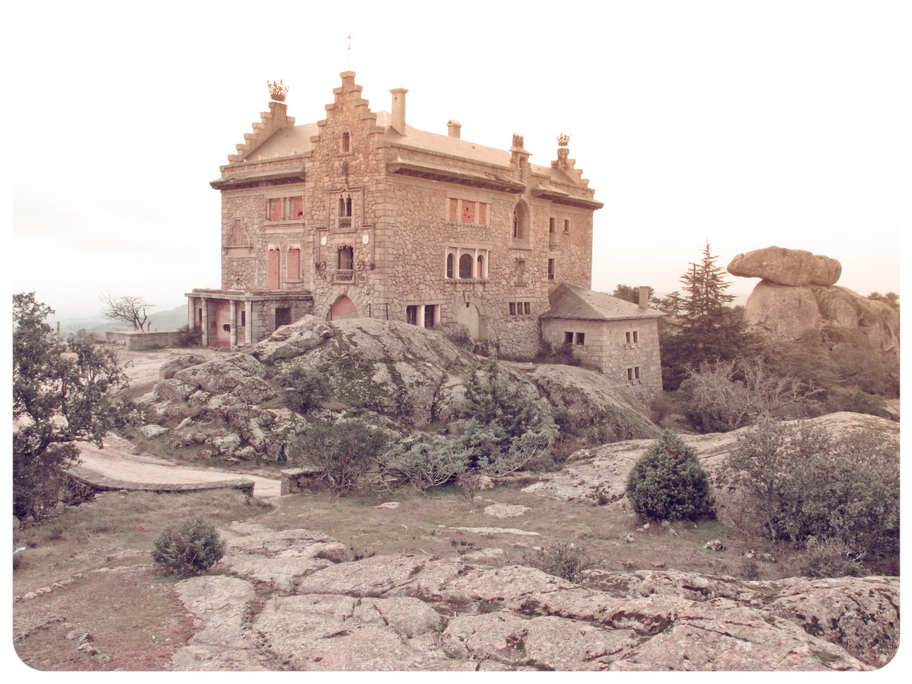
Palacio Canto del Pico.

Semejante capricho arquitectónico se debe a un proyecto personal de José María del Palacio y Abárzuza, conde de las Almenas, en el que no intervino directamente la mano de ningún arquitecto. Las obras fueron realizadas por maestros canteros de la zona, como Mazarredo, ya que la casa está construida en su mayor parte en granito, y se extendieron desde 1920, bajo, según algunas fuentes, la dirección del ingeniero Antonio Ramos, amigo personal del propietario, y por el maestro mayor de obras de Torrelodones Prudencio Urosa, hasta 1922.
Afamado coleccionista de antigüedades, el conde de las Almenas, reutilizó en el proyecto de Canto del Pico un buen lote de elementos arquitectónicos que había recolectado por toda la geografía española. Algunos autores lo consideran un imitador de los hábitos expoliadores de William Randolph Hearst. 
Por los muros del palacio han desfilado numerosas personalidades de la historia de España. En él falleció el estadista Antonio Maura (1853-1925) el 13 de diciembre de 1925, que residía en una mansión cercana, denominada El Pendolero, propiedad del hijo. En una de sus visitas al lugar murió repentinamente mientras descendía por unas escaleras, según se recoge en una placa conmemorativa instalada en el interior del edificio («Bajando por esta escalera, ascendió al cielo don Antonio Maura»).
Al morir su esposa, perteneciente a la familia Maroto de inmensa fortuna, el conde redujo drásticamente sus gastos, ya que para entonces había agotado gran parte de su capital. Aún contaba con un gran patrimonio, tanto inmobiliario como, principalmente, de obras de arte. Su situación económica fue empeorando, lo que hizo que en 1928 subastase parte de su colección de arte en Nueva York.
En febrero de 1930, la Academia de la Historia, en una sesión presidida por el duque de Alba, declaró Monumento Histórico Artístico el Palacio del Canto del Pico.
Durante la guerra civil española, el Palacio del Canto del Pico fue sede temporal (desde el 6 hasta el 25 de julio de 1937) del Mando Militar Republicano. Era una atalaya desde la que ver con antelación los movimientos de tropas y, por ello, sirvió de cuartel general a Indalecio Prieto (1883-1962) y al general Miaja (1878-1958), quienes dirigieron desde allí la ofensiva militar para aliviar a Madrid de la presión de las tropas sublevadas y que desembocó finalmente en la batalla de Brunete.
El conde de las Almenas perdió a su único hijo durante la guerra. Se llamaba Ignacio del Palacio y Maroto (8 de junio de 1895-29 de julio de 1940). Su muerte le ocasionó una fuerte depresión. Dejó en 1947 la finca y el palacio escriturados a nombre de Francisco Franco Bahamonde (1892-1975).[cita requerida] como herencia.
En 1955, el Tribunal Supremo concedió a la finca y a la casa la exención de la contribución territorial urbana, «por ser de hecho un museo del Estado».
Tras la muerte de Franco, la propiedad pasó a sus herederos. Su nieta, María del Mar Martínez-Bordiú, Merry, y el periodista Jimmy Giménez-Arnau fijaron allí su residencia a finales de los años 1970, después de contraer matrimonio.
Después de la muerte de Franco el palacio fue abandonado por su familia durante trece años, durante este tiempo el edificio quedó en estado de semi ruina, según se refleja en el registro de propiedad de 1988 cuando el palacio fue comprado por la empresa inglesa Stoyam Holdings, que informa que el palacio estaba en  estado de "semi-ruina...con su edificación principal totalmente vacía de accesorios, objetos de valor, muebles y enseres... " y según periódicos de la época como el PAIS, 24 de abril de 1988, que describen el "saqueo continuado" y el "desvalijamiento" del palacio en sus años de abandono.

Al ver las habitaciones se me cayó el alma a los pies, sobre todo al ver la biblioteca por los suelos. Para evitar que un día 'los cacos' tirasen un pitillo y se produjese un incendio que acabase con todos los libros y el edificio, pedí permiso al administrador de los propietarios para que, en calidad de depósito, me permitiese llevarlos a una dependencia municipal, donde estarían seguros. Este permiso me fue denegado.

Desde los años 1980 el edificio sufrió multitud de robos, expolios y destrozos de sus elementos escultóricos, arquitectónicos y todas aquellas obras que albergaba. El 24 de julio de 1998, un incendio estuvo a punto de destruirlo, aunque finalmente solo afectó a la techumbre.
Posteriormente, fue comprado por particulares, y se intentó sin éxito convertirlo en hotel. Actualmente el palacio, declarado Bien de Interés Cultural, se encuentra en estado de abandono y muy deteriorado. Figura en la Lista roja de patrimonio en peligro, que la asociación Hispania Nostra empezó a elaborar en 2006, dado su delicado estado de conservación. La finca en la que se sitúa es un coto de caza de la Comunidad de Madrid.
En 2021, el palacio del Canto del Pico y José María de Palacio y Abárzuza, tercer conde de las Almenas fueron llevados a la literatura en la novela Los prodigios de Gillingham, de José Francisco Rodil Lombardía, publicada por Velasco Ediciones. 